# 17428 Charleroi
17428 Charleroi è un asteroide della fascia principale. Scoperto nel 1989, presenta un'orbita caratterizzata da un semiasse maggiore pari a 3,9315175 UA e da un'eccentricità di 0,1136837, inclinata di 8,42467° rispetto all'eclittica.
L'asteroide è dedicato alla città belga di Charleroi.